# جورج كابريرا
جورج كابريرا (بالإنجليزية: George Cabrera)‏ (14 ديسمبر 1988 في المملكة المتحدة - ) هو لاعب كرة قدم بريطاني في مركز الهجوم. شارك مع منتخب جبل طارق لكرة القدم. أما مع النوادي، فقد لعب مع نادي لينكولن ريد إيمبس ونادي الخيسيراس.

## وصلات خارجية
- جورج كابريرا على موقع الاتحاد الأوربي (الإنجليزية)
- جورج كابريرا على موقع قاعدة بيانات كرة القدم.إي يو (الإنجليزية)
- جورج كابريرا على موقع ناشيونال فوتبول تيمز (الإنجليزية)
- جورج كابريرا على موقع Soccerway.com (الإنجليزية)